# Change the World (EP)
Change the World é um extended play lançado pelo músico britânico Ringo Starr em 24 de setembro de 2021 pela Universal Music Enterprises. Foi produzido por Starr e Bruce Sugar, exceto por "Coming Undone", que fora produzida pela dupla em parceria com Linda Perry, que também compôs a faixa.

## Posição nas paradas musicais
| Parada (2021)               | Melhor posição |
| --------------------------- | -------------- |
| Áustria (Ö3 Austria Top 40) | 51             |
| Suíça (Schweizer Hitparade) | 56             |

| Críticas profissionais | Críticas profissionais |
| Avaliações da crítica  | Avaliações da crítica  |
| Fonte                  | Avaliação              |
| ---------------------- | ---------------------- |
| i                      | [ 4 ]                  |